# Amministrazione del patrimonio della Sede Apostolica
L'Amministrazione del patrimonio della Sede Apostolica (A.P.S.A.) è un organismo economico della Curia romana che si occupa della gestione del patrimonio economico della Santa Sede.

## Storia
Venne istituita da papa Paolo VI il 15 agosto 1967 con la costituzione apostolica Regimini Ecclesiae universae in sostituzione di due precedenti uffici, l'Amministrazione dei beni della Santa Sede e l'Amministrazione speciale della Santa Sede.
Nuove disposizioni riguardo al funzionamento dell'amministrazione sono state emanate da papa Giovanni Paolo II, con la costituzione apostolica Pastor Bonus del 28 giugno 1988, e da papa Francesco, con la costituzione apostolica Praedicate evangelium del 19 marzo 2022.
Il 10 luglio 2007 uno dei cosiddetti "furbetti del quartierino", Giampiero Fiorani, rivelò ai magistrati milanesi di avere versato in nero all'APSA oltre 15 milioni di euro per l'acquisto della Cassa Lombarda, di cui l'APSA deteneva una quota. Dietro indicazioni del cardinale Rosalio José Castillo Lara, presidente emerito dell'APSA, la cifra venne versata su di un conto corrente svizzero presso la BSI di Lugano, dove ─ secondo Fiorani ─ il Vaticano possedeva tre conti da «due o tre miliardi di euro».

## Funzioni
L'ufficio ha lo scopo di amministrare i beni della Santa Sede e fornire i fondi necessari al funzionamento della Curia romana.
È da considerare come la banca centrale della Santa Sede anche se spesso questo ruolo è erroneamente assegnato all'Istituto per le Opere di Religione.
L'ultimo presidente è stato l'arcivescovo Giordano Piccinotti, S.D.B., nominato da papa Francesco il 2 ottobre 2023 e decaduto dall'incarico il 21 aprile 2025 a motivo della morte di papa Francesco stesso.
Era strutturata in due sezioni, l'ordinaria e la straordinaria, con differenti funzioni: 
- la Sezione straordinaria amministra i beni finanziari trasferiti dallo Stato Italiano in base alla Convenzione finanziaria allegata ai Patti lateranensi, quelli affidati da altri enti della Santa Sede, nonché altri fondi acquisiti successivamente; è lo strumento di contatto della Santa sede con le istituzioni finanziarie internazionali e con il sistema bancario;
- la Sezione ordinaria curava gli aspetti pratici di gestione, il bilancio, gli acquisti, le risorse umane, il CED e l'ufficio legale della Santa Sede, oltre a gestire i fondi necessari al funzionamento dei differenti dicasteri della Curia romana.

Nel luglio 2014 un motu proprio di papa Francesco ha trasferito le funzioni della sezione ordinaria alla Segreteria per l'economia, costituita nel febbraio precedente, lasciando all'Apsa le funzioni più squisitamente finanziarie.
Emette moneta metallica, dal 1º gennaio 2002 in Euro con valore legale e quindi in quanto monete con potere liberatorio limitato in tutta l'area dell'Euro.

## Cronotassi

### Presidenti
- Cardinale Amleto Giovanni Cicognani † (7 maggio 1968 - 30 aprile 1969 ritirato)
- Cardinale Jean-Marie Villot † (30 aprile 1969 - 9 marzo 1979 deceduto)
  - Cardinale Giuseppe Caprio † (28 aprile 1979 - 1º luglio 1979 nominato presidente del medesimo dicastero) (pro-presidente)
- Cardinale Giuseppe Caprio † (1º luglio 1979 - 30 gennaio 1981 nominato presidente della Prefettura degli affari economici della Santa Sede)
- Cardinale Agostino Casaroli † (30 gennaio 1981 - 8 aprile 1984 dimesso)
- Cardinale Agnelo Rossi † (8 aprile 1984 - 6 dicembre 1989 ritirato)
- Cardinale Rosalio José Castillo Lara † (6 dicembre 1989 - 24 giugno 1995 dimesso)
  - Cardinale Lorenzo Antonetti † (24 giugno 1995 - 23 febbraio 1998 nominato presidente del medesimo dicastero) (pro-presidente)
- Cardinale Lorenzo Antonetti † (23 febbraio 1998 - 5 novembre 1998 ritirato)
- Cardinale Agostino Cacciavillan † (5 novembre 1998 - 1º ottobre 2002 ritirato)
- Cardinale Attilio Nicora † (1º ottobre 2002 - 7 luglio 2011 dimesso)
- Cardinale Domenico Calcagno (7 luglio 2011 - 26 giugno 2018 ritirato)
- Vescovo Nunzio Galantino (26 giugno 2018 - 2 ottobre 2023 ritirato)
- Arcivescovo Giordano Piccinotti, S.D.B. (2 ottobre 2023 - 21 aprile 2025 cessato)

### Segretari
- Arcivescovo Giuseppe Caprio † (19 aprile 1969 - 14 giugno 1977 nominato sostituto per gli affari generali della Segreteria di Stato)
- Arcivescovo Lorenzo Antonetti † (15 giugno 1977 - 23 settembre 1988 nominato nunzio apostolico in Francia)
- Arcivescovo Giovanni Lajolo (3 ottobre 1988 - 7 dicembre 1995 nominato nunzio apostolico in Germania)
- Arcivescovo Claudio Maria Celli (16 dicembre 1995 - 27 giugno 2007 nominato presidente del Pontificio consiglio delle comunicazioni sociali)
- Arcivescovo Domenico Calcagno (7 luglio 2007 - 7 luglio 2011 nominato presidente del medesimo dicastero)
- Monsignore Luigi Mistò (7 luglio 2011 - 14 aprile 2015 nominato segretario della Sezione amministrativa della Segreteria per l'economia)
- Monsignore Mauro Rivella (14 aprile 2015 - aprile 2020 cessato)
- Dott. Fabio Gasperini, dal 15 giugno 2020

### Sottosegretari
- Monsignore Giuseppe Russo (21 gennaio 2016 - luglio 2022 cessato)
- Presbitero Giordano Piccinotti, S.D.B. (6 gennaio 2023 - 2 ottobre 2023 nominato presidente del medesimo dicastero)
- Suor Silvana Piro, F.M.G.B., dal 14 ottobre 2023

### Delegati della sezione ordinaria
- Presbitero Gianni Danzi (19 novembre 1987 - 18 giugno 1994 nominato segretario della Pontificia commissione per lo Stato della Città del Vaticano)
- Monsignore Alfonso Badini Confalonieri (6 luglio 1994 - 13 dicembre 2000 nominato vescovo di Susa)
- Monsignore Carlo Liberati (22 gennaio 2001 - 5 novembre 2003 nominato prelato di Pompei)
- Monsignore Vincenzo Di Mauro (2 gennaio 2004 - 3 settembre 2007 nominato segretario della Prefettura degli affari economici della Santa Sede)
- Monsignore Massimo Boarotto (13 ottobre 2007 - 21 settembre 2013 dimesso)
- Monsignore Mauro Rivella (21 settembre 2013 - 8 luglio 2014 dimesso)

### Delegati della sezione straordinaria
- Dott. Giorgio Stoppa (1993 - 2003 dimesso)
- Dott. Paolo Mennini (30 ottobre 2003 - 2013 dimesso)

### Assessori
- Vescovo Gustavo Oscar Zanchetta (19 dicembre 2017 - settembre 2021[4])

### Fonti e riferimenti sui dati economici
- Bilancio consuntivo della Santa Sede, del Governatorato dello Stato della Città del Vaticano e Obolo di San Pietro per l'anno 1996 e relazione del card. Edmund Casimir Szoka
- Bilancio consuntivo della Santa Sede, del Governatorato dello Stato della Città del Vaticano e Obolo di San Pietro per l'anno 1997 e relazione del card. Sergio Sebastiani
- Bilancio consuntivo della Santa Sede, del Governatorato dello Stato della Città del Vaticano e Obolo di San Pietro per l'anno 1998 e relazione del card. Sergio Sebastiani
- Bilancio consuntivo della Santa Sede, del Governatorato dello Stato della Città del Vaticano e Obolo di San Pietro per l'anno 1999 e relazione del card. Sergio Sebastiani
- Bilancio consuntivo della Santa Sede, del Governatorato dello Stato della Città del Vaticano e Obolo di San Pietro per l'anno 2000 e relazione del card. Sergio Sebastiani
- Bilancio consuntivo della Santa Sede, del Governatorato dello Stato della Città del Vaticano e Obolo di San Pietro per l'anno 2001 e relazione del card. Sergio Sebastiani
- Bilancio consuntivo della Santa Sede, del Governatorato dello Stato della Città del Vaticano e Obolo di San Pietro per l'anno 2002 e relazione del card. Sergio Sebastiani
- Bilancio consuntivo della Santa Sede, del Governatorato dello Stato della Città del Vaticano e Obolo di San Pietro per l'anno 2003 e relazione del card. Sergio Sebastiani
- Bilancio consuntivo della Santa Sede, del Governatorato dello Stato della Città del Vaticano e Obolo di San Pietro per l'anno 2004 e relazione del card. Sergio Sebastiani
- Bilancio consuntivo della Santa Sede, del Governatorato dello Stato della Città del Vaticano e Obolo di San Pietro per l'anno 2005 e relazione del card. Sergio Sebastiani
- Bilancio consuntivo della Santa Sede, del Governatorato dello Stato della Città del Vaticano e Obolo di San Pietro per l'anno 2006 e relazione del card. Sergio Sebastiani
- Bilancio consuntivo della Santa Sede, del Governatorato dello Stato della Città del Vaticano e Obolo di San Pietro per l'anno 2007
- Bilancio consuntivo della Santa Sede, del Governatorato dello Stato della Città del Vaticano e Obolo di San Pietro per l'anno 2008
- Bilancio consuntivo della Santa Sede, del Governatorato dello Stato della Città del Vaticano e Obolo di San Pietro per l'anno 2009